# Marit Crajé
Marit Crajé (* 12. Januar 2001 in Apeldoorn) ist eine niederländische Handballspielerin.
Die Aufbauspielerin schloss 2019 ihre schulische Ausbildung ab und begann ein Facilitymanagement-Studium an der Zuyd Hogeschool.

## Hallenhandball
Marit Crajé begann als Vierjährige 2005 mit dem Handball bei HV Angeren. Als talentierte Spielerin besuchte sie die Handbalschool Gelre und wechselte 2014 zur B-Jugend von Swift Arnhem (ab 2017 DFS Arnhem), wo sie als 15-Jährige auch schon erste Einsätze in der Frauenmannschaft hatte. 2017 wechselte sie zum niederländischen Spitzenverein VOC Amsterdam, 2019 weiter zum Erstligisten Vlug en Lenig (V&L). Crajé spielte bei VOC in der A-Jugend-Mannschaft, wurde aber auch in der zweiten Mannschaft eingesetzt. Bei Vlug en Lenig gehört sie zur Erstliga-Mannschaft.
Da durch die COVID-19-Pandemie 2020 kein oder nur eingeschränkter Sport möglich war, wurde zur Unterstützung niederländischer Spitzenathleten und Athletinnen der Corona Solo Run durchgeführt, an dessen Weihnachtsauflage Crajé mitwirkte und einen Halbmarathon in knapp unter zwei Stunden lief.

## Beachhandball
Crajé stieß relativ spät zur niederländischen Jugend-Nationalmannschaft. Lisanne Bakker, Amber van der Meij, Lynn Klesser und Lieke van der Linden gehörten schon seit 2016 zum Nationalteam, 2017 kamen Anna Buter, ihre Mannschaftskameradin bei V&L Marit van Ede, Zoë van Giersbergen und ihre Mannschaftskameradin Nyah Metz von VOC hinzu. Sie gehörte erstmals bei den erfolgreichen Jugend-Europameisterschaften 2018 in Ulcinj, Montenegro zum Nationalteam und war damit die letzte Spielerin, die zum späteren Jugend-Olympiakader stieß. Die Niederländerinnen gewannen alle ihre drei Vorrundenspiele souverän, teils dominierten sie ihre Gegnerinnen. Im Viertelfinale besiegten sie mit den Niederländerinnen einen langjährigen Konkurrenten, im Halbfinale die deutsche Mannschaft. Erst im Finale gab es gegen die Ungarinnen, eine andere Dauerrivalin in Europa, die erste und einzige Niederlage des Turniers. Crajé fungierte als Spielmacherin und kam in allen sechs Spielen zum Einsatz und erzielte im Schnitt einen Treffer beziehungsweise zwei Punkte pro Spiel.

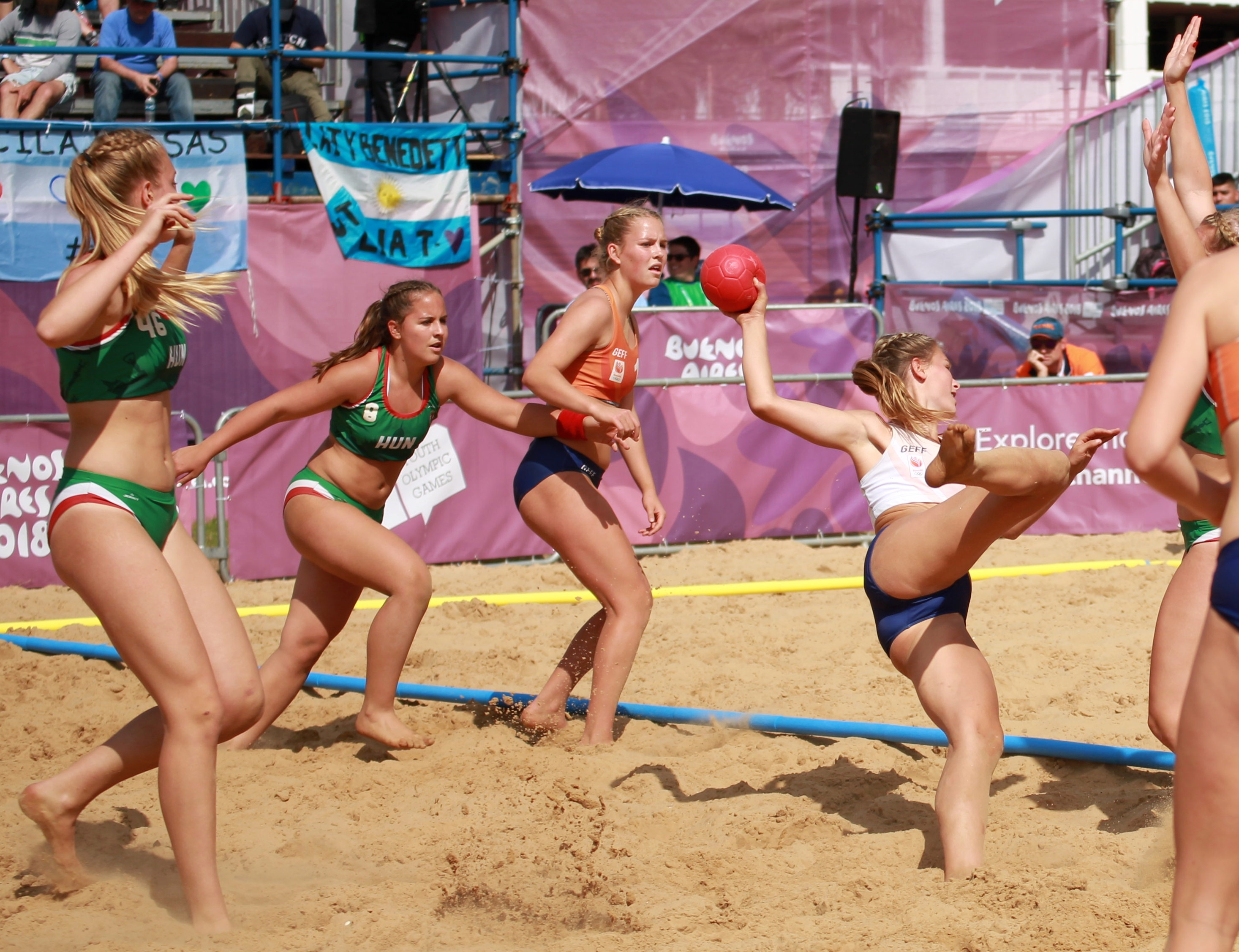
Crajé beim Torabschluss im Halbfinalspiel der Olympischen Jugendspiele 2018; beobachtet von ihrer Mannschaftskameradin Nyah Metz sowie den Ungarinnen Sára Léránt und Gabriella Landi (von rechts)

Zum Höhepunkt der Juniorinnenzeit wurde die Teilnahme an den Olympischen Jugend-Sommerspielen 2018 in Buenos Aires, bei denen erstmals im Rahmen Olympischer Spiele Beachhandball ausgetragen wurde. Beim ersten Sieg gegen Paraguay agierte Crajé unauffällig. Anders im zweiten Spiel gegen Hongkong, in dem sie mit fünf Assists ihre Rolle als Spielmacherin (Specialist) ausfüllte. Es folgten ein Sieg über die Türkei sowie ein Sieg im Shootout über Venezuela und ein die Vorrunde abschließender Sieg über die starken Gastgeberinnen. Schon hier wie auch in den folgenden Spielen wurde Crajé vor allem im Spielaufbau eingesetzt. Das erste Spiel in der Hauptrunde wurde mit einem 2-1-Sieg im Shootout über Chinesisch Taipeh (Taiwan) gewonnen, ebenso das nächste Spiel gegen Kroatien. Es folgte die Niederlage im Shootout gegen die Ungarinnen. Trotz der Niederlage erreichten die Niederlande als Gruppenerste die Halbfinals. Nach einem bis dahin überzeugenden Turnier unterlagen sie hier jedoch der Mannschaft Kroatiens klar in zwei Sätzen. Auch das Spiel um die Bronzemedaille verloren die Niederländerinnen gegen die Vertretung Ungarns, die Dauerrivalen der letzten Jahre. Mit 14 erzielten Punkten war Crajé von allen niederländischen Feldspielerinnen am wenigsten erfolgreich.
Mit ihrer Beachhandball-Mannschaft Zandhappers wurde Crajé 2019 niederländische Meisterin.

## Einzelbelege
1. ↑  sittardgeleen: Carmen Boschman en Marit Crajé naar Geonius/V&L. 19. Juni 2019, abgerufen am 12. Januar 2021 (niederländisch).
2. ↑  Advance Communications: Carmen Boschman en Marit Crajé sluiten aan bij V&L | Handbalstartpunt - Dé handbalwebsite van Nederland. Abgerufen am 12. Januar 2021 (niederländisch).
3. ↑  Op het strand hoort Marit Crajé al bij de top. Abgerufen am 12. Januar 2021.
4. ↑  Dames 1 – V&L. Abgerufen am 12. Januar 2021 (amerikanisches Englisch).
5. ↑  Marit Crajé topper met (beach)handbal Angerense naar Youth Olympic Games. Abgerufen am 12. Januar 2021.
6. ↑  Corona solo run 21.1 km - Marit Crajé's 21,1 km run. Abgerufen am 12. Januar 2021 (deutsch).
7. ↑  Stijn: Goudkoorts Oranje U18 richting EK en Olympische Spelen. In: Handbal Inside. 25. Juni 2018, abgerufen am 12. Januar 2021 (niederländisch).
8. ↑  Foutloze start Beach Dames U18 op EK in Montenegro – hetlaatstehandbalnieuws.nl. Abgerufen am 12. Januar 2021 (niederländisch).
9. ↑  European Handball Federation - 2018 Women's ECh Beach Handball 18 / Final Tournament. Abgerufen am 17. November 2020 (englisch).
10. ↑  Selectie Dames Beach U18 voor Youth Olympic Games bekend. 5. September 2018, abgerufen am 12. Januar 2021 (niederländisch).
11. ↑  Advance Communications: Nederlands Beach Handbalteam U18 gaat voor Olympisch goud! | Handbalstartpunt - Dé handbalwebsite van Nederland. Abgerufen am 30. September 2019 (niederländisch).
12. ↑  2018 Summer Youth Olympics Official Result Book Beach handball
13. ↑  VOC Amsterdam A jeugd. Abgerufen am 12. Januar 2021.

| Personendaten    | Personendaten                     |
| ---------------- | --------------------------------- |
| NAME             | Crajé, Marit                      |
| KURZBESCHREIBUNG | niederländische Handballspielerin |
| GEBURTSDATUM     | 12. Januar 2001                   |
| GEBURTSORT       | Apeldoorn                         |